# Seseli glabratum
Seseli glabratum là một loài thực vật có hoa trong họ Hoa tán. Loài này được Willd. ex Schult. miêu tả khoa học đầu tiên năm 1820.